# Ladislav Marek
Ladislav Marek (* 24. září 1967 Prachatice) je český podnikatel.
V roce 1990 založil firmu Libra, která sestavovala počítače z dílů dovezených z Asie. V roce 1992 založil holding AAC. V roce 1993 založil s Petrem Vladykou z Prahy firmu ProCa, která společně s Librou vytvořila základ, na němž stál celý AAC holding, který postupně skupoval konkurenty na českém trhu: Vikomt, Xanadu, i-Systems nebo Tesco Trading. Významným okamžikem byl vstup tchajwanského výrobce počítačových komponentů First International Computer (FIC) do AAC. Ladislav Marek se zároveň stal zástupcem FIC pro Evropu a zařídil pro tuto firmu továrnu na počítače v Rudné u Prahy. V roce 2003 bylo AAC největší počítačovou firmou na českém trhu s ročními tržbami přes sedm miliard korun, působila i na Slovensku a v Rumunsku, největšími akcionáři byli Ladislav Marek a FIC (po 20%). V roce 2005 se však firma ocitla v krizové situaci a skončila v konkurzu.
Další podnikatelskou aktivitou Ladislava Marka je jeho účast na projektu Léčebného centra svaté Markéty. Do stejnojmenné akciové společnosti kapitálově vstoupil v roce 2004 a stal se předsedou představenstva. Projektu se účastní i město Prachatice, které do společnosti vložilo osmihektarový pozemek. Protože se nepodařilo dodržet zamýšlený termín realizace, je projekt vystaven kritice opozičních zastupitelů na prachatické radnici i některých nevládních organizací. Případem se zabývala i média a poukázala na to, že Ladislav Marek je známým prachatického starosty Jana Bauera, který byl předsedou představenstva společnosti do Markova vstupu. Markův mluvčí Martin Doležal k tomu uvedl, že Marek a Bauer spolu chodili v Prachaticích do jedné školy, ale blíže se seznámili až při přípravě projektu lázní. V roce 2009 přivedl Marek do společnosti Léčebné centrum sv. Markéty jako nového akcionáře firmu Rilon, patřící do portfolia lichtenštejnského občana Markuse Haslera, který sehrál významnou roli v tzv. toskánské aféře.